# František Kondelík
František Kondelík (* 10. prosince 1950 – prosinec 2022[chybí lepší zdroj]) byl český a československý politik, po sametové revoluci poslanec Sněmovny lidu Federálního shromáždění za LSU.

## Biografie
Ve volbách roku 1992 byl za LSU zvolen do Sněmovny lidu (volební obvod Středočeský kraj). Ve Federálním shromáždění setrval do zániku Československa v prosinci 1992. V listopadu 1992 byl aktérem aféry, kdy se v parlamentním bufetu opil a pak hajloval a ohrožoval své okolí kapesním nožem.
Později byl členem ČSSD. Za sociální demokraty neúspěšně kandidoval v parlamentních volbách roku 1996 v Středočeském kraji.
Od roku 1992 je zapsán v živnostenském rejstříku, bytem Poříčany.